# Polynema atrosimile
Polynema atrosimile är en stekelart som beskrevs av Soyka 1956. Polynema atrosimile ingår i släktet Polynema och familjen dvärgsteklar. Inga underarter finns listade i Catalogue of Life.